# Asterolepis brandti
Asterolepis brandti är en fjärilsart som beskrevs av Ralph S. Common 1965. Asterolepis brandti ingår i släktet Asterolepis och familjen vecklare. Inga underarter finns listade i Catalogue of Life.